# Marathonmann
Marathonmann est un groupe allemand de post-hardcore et post-punk, originaire de Munich.

## Histoire
Marathonmann est formé en automne 2011. En été 2012, l'EP Die Stadt gehört den Besten sort, dont la chanson titre apparait sur le CD bonus du magazine punk Ox-Fanzine. Elle devient un hit de la scène, grâce auquel le label Century Media Records s'intéresse au groupe. Le groupe effectue ensuite des tournées avec Casper, Comeback Kid et Living with Lions.
Le premier album Holzschwert sort au printemps 2013 sur Century Media. Tom Mischok d'Adolar, Richard Meyer de KMPFSPRT et Guido Knollmann des Donots y participent en tant que chanteurs invités. Pour la sortie de Holzschwert, le groupe part en tournée avec Heisskalt en mars 2013, puis immédiatement après en première partie d'Itchy Poopzkid. Pour un sampler du magazine Metal Hammer, ils enregistrent une reprise de la chanson Bite the Bullet de Motörhead, qui est également disponible sur iTunes comme piste bonus de Holzschwert. En 2013, le guitariste Thomas Fischer quitte le groupe et est remplacé par Christian Wölk. Fin 2013, Marathonmann effectue une tournée de 17 jours en Allemagne, en Autriche et en Suisse en tant que tête d'affiche. Début 2014, ils font la première partie de Jennifer Rostock. Parallèlement, l'EP Kein Rückzug Kein Aufgeben sort en téléchargement et en vinyle en édition limitée.
Le deuxième album, ...und wir vergessen was vor uns liegt, sort en 2014 et atteint la 46e place du classement des albums allemands. Après le départ de Marcel Konhäuser en 2015, Johannes Scheer devient le nouveau batteur. En 2017, la chanson Rücklauf est utilisée dans la série allemande Dark (de Netflix). Début 2019, la signature du groupe avec le label Redfield Records, et la sortie de leur album Die Angst sitzt neben dir pour le milieu d'année sont annoncées.
En 2023 sort l'album Maniac, sur lequel le groupe se redécouvre musicalement et revisite sa propre enfance et sa jeunesse dans le style nostalgique des années 1980 autour de séries à succès comme Stranger Things, le tout sur fond de synthpop.

## Style musical
Le groupe est considéré comme appartenant au genre post-hardcore. Captain Planet, Muff Potter et Turbostaat sont cités comme influences majeures. Parfois, on reconnaît aussi des éléments d'emocore ou on classe Marathonmann comme groupe de punk. Sur l'album Maniac, sorti en 2023, le style établi du groupe change nettement et, en plus de l'hommage à la nostalgie des années 1980, il est surtout enrichi d'un son de synthétiseur et est nettement plus orienté pop que les autres albums. 

## Discographie

### Albums studio
- 2013 : Holzschwert (Century Media Records)
- 2014 : … und wir vergessen was vor uns liegt (Century Media)
- 2016 : Mein Leben gehört dir (Century Media)
- 2019 : Die Angst sitzt neben dir (Century Media)
- 2021 : Alles auf Null (Redfield Records)
- 2023 : Maniac (Redfield Records)

### EP
- 2012 : Die Stadt gehört den Besten (Let It Burn Records)
- 2014 : Kein Rückzug, Kein Aufgeben (Century Media)
- 2017 : Pro-Asyl Benefit Split (avec Radio Havanna, Redfield Records)

### Clips
- 2012 : Die Stadt gehört den Besten
- 2013 : Holzschwert
- 2014 : Wo ein Versprechen noch was wert ist
- 2014 : Rücklauf
- 2016 : Mein Leben gehört Dir
- 2016 : Blick in die Zukunft
- 2016 : Das Leben der Anderen
- 2019 : Schachmatt
- 2019 : Nie Genug
- 2019 : Flashback
- 2020 : Dein ist mein ganzes Herz 2020
- 2020 : Die Bahn
- 2021 : Wir sind immer noch hier (version live acoustique)
- 2023 : AURYN
- 2023 : Diamant
- 2023 : 1985
- 2023 : Alone in the Dark